# Enchanted Folk and the School of Wizardry
Enchanted Folk and the School of Wizardry est un jeu vidéo édité par Konami pour les consoles de jeux vidéo Nintendo DS, Le titre original japonais « Tongari Bôshi to Mahô no 365 Nichi » signifie littéralement « Chapeau Magique et l'aventure de 365 jours » mais est rebaptisé Magician's Quest Mysterious Times aux États-Unis et en Europe Enchanted Folk and the School of Wizardry, qui signifie « Les gens enchantés et l'école de sorcellerie ».
Le jeu s'inspire du monde d'Animal Crossing, mais pour le système seulement, car il s'agit ici d'incarner un jeune apprenti sorcier et d'apprendre la magie à l'école tout au long de l'année, en vivant diverses aventures et en résolvant plusieurs énigmes hebdomadaires.